# Ökenstjärna

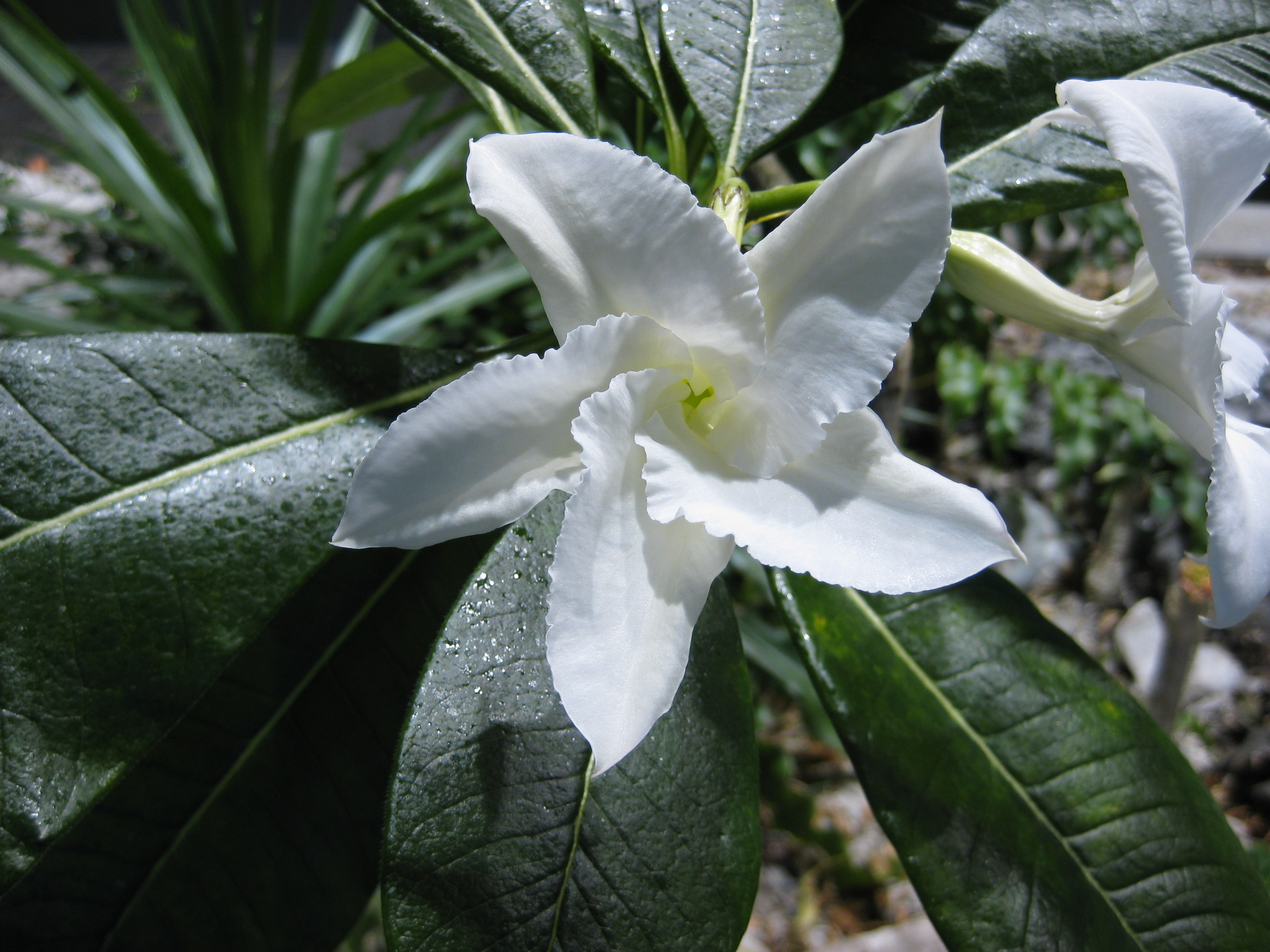

Ökenstjärna (Pachypodium lamerei) är en oleanderväxt från Madagaskar. Arten odlas ibland som krukväxt i Sverige, men blommar sällan hos oss.
Ökenstjärna är ett suckulent litet träd, som blir upp till 3 m och växer med genomgående stam tills första blomningen, varefter stammen grenar sig. Stammen är kraftigt uppsvälld och mycket taggig. Bladen blir till 22 cm långa, något ludna på båda sidor och med en markerad vit mittnerv. Blommorna är vita och sitter i toppställda knippen. Arten liknar smalbladig ökenstjärna (P. geayi), men har grövre stam, längre, bredare blad och kortare taggar.

## Synonymer
- Pachypodium lamerei var. ramosum Const. & Bois